# Liste der Pfarren im Dekanat Brixen im Thale
Das Dekanat Brixen im Thale ist ein Dekanat der römisch-katholischen Erzdiözese Salzburg, im Tiroler Diözesangebiet.

## Liste der Pfarren mit Kirchengebäuden, Kapellen, und Seelsorgestellen
| Ort                        | Pfarrverband | Seit                                                          | Katholiken | Patrozinium                                                   | Kirchen, Seelsorgestellen | Bild |
| -------------------------- | ------------ | ------------------------------------------------------------- | ---------- | ------------------------------------------------------------- | --- | ---- |
| Brixen im Thale            | 1            | 8. Jh. (Urpfarre, sakrale Reste 3. Jh.)                       | 2200       | Hll. Mariä Himmelfahrt und Martin (15. August / 11. November) | Pfarrkirche Brixen im Thale Kapelle: Ahornaukapelle, Grabnerkapelle, Wallfahrtskapelle am Harlaßanger (Mariä Heimsuchung), Häuslkapelle, Salvenkirchl (Hl. Johannes d. T.), Jagerkapelle Lauterbach, Jaggeikapelle, Jordankapelle am Salvenberg, Obingerkapelle, Samerkapelle, Straifkapelle, Weidachkapelle |      |
| Hopfgarten im Brixental    | 2            | 1858 (Ki. gen. 1355, eig. Pfarrstelle ab 1400, Vikariat 1669) | 3550       | Hll. Jakobus d. Ä. und Leonhard (25. Juli / 6. November)      | Pfarrkirche Hopfgarten im Brixental Kapelle: Elsbethenkapelle Hopfgarten, Kreuzkapelle Penningdörfl, Praderkapelle |      |
| Itter                      | 2            | 1891 (1761 Vikariat v. Kirchbichl, Burg gen. 1241)            | 1000       | Hl. Josef (19. März)                                          | Pfarrkirche Itter Kapelle: Antoniuskapelle Oberlaiming, Schlosskapelle Itter |      |
| Kelchsau (Gem. Hopfgarten) | 2            | 1891 (Pfk. erb. 1849/50, 1. Ki. gen. 1355 als Filiale)        | 0600       | Hl. Rupert (27. März, Übertr. d.Geb. 24. September)           | Pfarrkirche Kelchsau Kapelle: Mariahilfkapelle Kelchsau, Markkirchl am Salzachjoch |      |
| Kirchberg in Tirol         | 1            | 1891 (gen. 1333, 1. Ki. 8./9. Jh.?)                           | 3650       | Hl. Ulrich v.A. (4. Juli)                                     | Pfarrkirche Kirchberg in Tirol Kirche: Expositurkirche Aschau Kapelle: Boar-Kapelle Sporerberg, Wallfahrtskapelle am Kirchanger (U.L.F u. Hl. Anna), Schwedenkapelle in Klausen |      |
| Westendorf                 | 1            | 1891 (1. Ki. gen. 1320)                                       | 3050       | Hl. Nikolaus (6. Dezember)                                    | Pfarrkirche Westendorf Kapelle: Ahornau-Kapelle, Jordankapelle am Salvenberg, Josefskapelle am Friedhof, Lourdeskapelle |      |

## Dekanat Brixen im Thale
Das Dekanat umfasst sechs Pfarren im Brixental, einem Seitental des Inntals bei Wörgl.

### Geschichte
Die Urpfarre des Brixentales, Brixen im Thale, wurde schon im 8. Jahrhundert, vielleicht schon im 7. Jahrhundert errichtet, und ist eine der ältesten Mutterpfarren Tirols. Das Pfarrgebiet umfasste anfangs Brixen, Westendorf, Hopfgarten, Kirchberg und Aschau. Ab 1216 unterstand die Pfarre dem Bistum Chiemsee, dann dem Bistum Salzburg, und ab 1280 dem Bistum Regensburg. Erst Ende des 18. Jahrhunderts kam das Brixental auch kirchlich an Salzburg, 1816 wurde die vollständige organisatorische Vereinigung des Brixentales beschlossen.
Die Pfarre Hopfgarten, wo schon um 1400 zwei eigene Priester ansässig waren und das ab 1669 Vikariat war, wurde 1858 zur Pfarre erhoben. 1891 wurden vier weitere Pfarren geschaffen, und Brixen als Dekanat. Als 1964 die Diözese Innsbruck errichtet wurde, blieb das Brixental mit dem gesamten östlichen Nordtirol bei Salzburg.
Mit Dekret vom 8. Dezember 2008, Rechtswirksamkeit vom 1. Jänner 2009, wurden Pfarrverbände eingerichtet, sodass im Brixental nur mehr zwei Pfarrer tätig sind.

### Organisation
Die Pfarren bilden drei Pfarrverbände:
1. Brixen im Thale – Kirchberg in Tirol – Westendorf (östliches Brixental mit südlichen Nebentälern)
2. Hopfgarten – Itter – Kelchsau (westliches Brixental mit Nebental)

### Dechanten
- 1983–2013 Gustav Leitner
- seit 2013 Sebastian Kitzbichler, Pfarrer von Hopfgarten im Brixental[7][8]
- seit 2019 Michael Anrain, Pfarrer von Brixen im Thale[9]

## Belege
1. ↑  Das Pfarrgebiet deckt sich mit der politischen Gemeinde. Die beiden von Brixen betreuten Wallfahrtskirchen Hohe Salve auf nachbargemeindlichem Grund: Hohe Salve in Westendorf, Kirche Harlaßanger in Kirchberg.
2. ↑  Franz Caramelle: Kirchenführer „Brixen im Thale“, zitiert in Historisches. brixen.tirol.gv.at > Kirche und Religion.
3. ↑  Pfarrgebiet Hopfgarten ohne innerem Grafenweg bei Pf. Niederau, und Pf. Kelchsau.
4. ↑  Wie der Ortsname Kirchberg vermuten lässt, Chirchberg ist 902 erwähnt (für Sperten), 1333 urkundlich. Patrozinium St. Michael bis 1426.
5. ↑  genannt im Indiculus Arnonis.
6. ↑  Brixen im Thale: Kirchengeschichte. geschichte-tirol.com, Ortsgeschichte.
7. ↑  Leiche von 74-jährigem Tiroler in bayerischem See entdeckt
8. ↑  kirchen.net (Memento des Originals vom 4. März 2016 im Internet Archive; PDF)  Info: Der Archivlink wurde automatisch eingesetzt und noch nicht geprüft. Bitte prüfe Original- und Archivlink gemäß Anleitung und entferne dann diesen Hinweis. 26. Juli 2013.